# Utah
Utah és un dels 50 Estat dels Estats Units d'Amèrica, localitzat a la zona oest del país. Utah és un dels més importants centres de transport i telecomunicacions de l'oest dels Estats Units. Aproximadament el 88% de la població de Utah viu en una conurbació denominada Wasatch Front, que té la capital i major ciutat de l'estat, Salt Lake City, com a centre. En contrast, vastes extensions de l'estat són pràcticament deshabitades, cosa que representa que la població de Utah és la sisena més urbanitzada dels Estats Units. Utah té un sistema d'educació i de salut nacionalment molt valorat.
Salt Lake City és un important centre financer i comercial de l'oest nord-americà. La indústria de manufactura i d'alta tecnologia són també importants fonts de renda de l'estat, així com l'agricultura i la ramaderia. La principal font de renda de Utah, no obstant els esmentats, és el turisme: la bellesa natural dels deu paratges atrau a l'estat milions de turistes cada any. Entre aquests indrets hi ha des de les grans serralades, amb llocs perfectament condicionats per a la pràctica de l'esquí (el 2002 es van celebrar a Utah els Jocs Olímpics d'Hivern) i amb parcs naturals espectaculars, com l'Arches National Park, amb roques que l'erosió ha anat excavant formant arcs naturals de roca; també és espectacular el Gran Llac Salat, el major llac a l'oest del riu Mississipi, amb una salinitat que quadruplica la de l'aigua de mar. Gran part de l'estat presenta un aspecte i un clima desèrtic.
Històricament estat està marcat per la gran presència dels mormons, els quals constitueixen l'Església de Jesucrist dels Sants dels Últims Dies. Prop del 60% de la població de Utah professa aquesta confessió religiosa, la seu central de la qual és a Salt Lake City. Els mormons es van instal·lar inicialment a la regió de l'actual estat de Utah el 1847, i van anomenar la regió Deseret (que significa "abella de la mel"), en el llenguatge del Llibre de Mormó.
El Congrés nord-americà va crear el Territori de Utah el 1850. Prengué el nom de la tribu ameríndia ute, que vivia a la regió). Significa "poble de les muntanyes". El 4 de gener de 1896, Utah va esdevenir el 45è estat dels Estats Units.

## Història

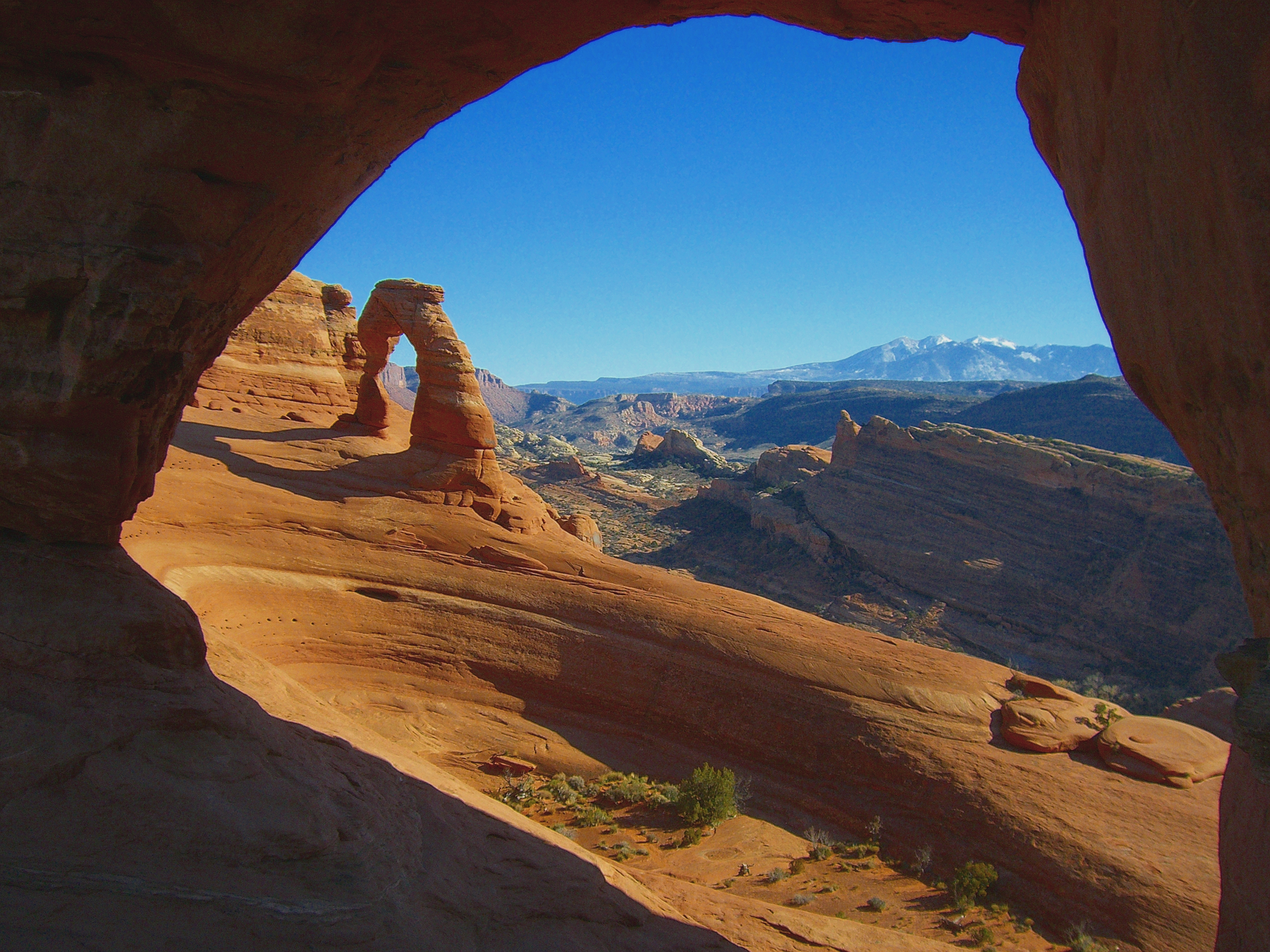
Delicate Arch, l'arc més emblemàtic del parc i un dels símbols més populars de Utah, que hom fa servir com a identificador en les matrícules dels automòbils de l'estat, Parc Nacional Arches, Utah.

### Fins a 1849 - Tribus ameríndies
Dues tribus amerindias vivien en la regió que constitueix l'actual estat nord-americà de Utah milers d'anys abans de l'arribada dels primers exploradors europeus. Aquestes tribus eren els anasazi i la Cultura Fremont. Aquestes tribus nadiues americanes eren sedentàries i constituïen subgrups de l'ètnia ameríndia uto-asteca. Els anasazi construïen els habitatges a través d'excavacions en forests i els fremonts construïen habitacles amb palla abans de desaparèixer de la regió al voltant del segle xv. Un altre grup nadiu americà, els navahos, es van instal·lar a la regió al voltant del segle xviii. A mitjan segle xviii, altres tribus uto-asteques, tals com els gosiute, els paiute, els shoshone i els ute, també s'hi van instal·lar. Aquests cinc grups habitavan la regió quan van arribar els primers exploradors europeus.

### Exploració espanyola i incorporació a Mèxic
La regió sud de Utah va ser explorada pels castellans el 1540, sota el comandament de Francisco Vázquez de Coronat, quan cercava la llegendària Cíbola. Una colla d'esploradors vegades anomenada l'expedició Domínguez-Escalante, conduïts per dos capellans catòlics van sorir de Santa Fe (Nou Mèxic) el 1776, amb l'esperança de trobar una ruta cap a la costa de Califòrnia. L'expedició va viatjar cap al llunyà nord fins al llac Utah i va contactar amb els nadius. Els espanyols van explorar més territoris a la regió, però no es van interessar per colonitzar-la perquè és desèrtica. Quan el 1821, Mèxic s'independitzà d'Espanya, la regió de Utah en formava part, com a part integrant de l'Alta Califòrnia. Comerciants de pells van explorar algunes regions de Utah a principis del segle xix. La ciutat de Provo va ser anomenada així per un d'aquests homes, Étienne Provost, que va visitar la zona el 1825. Un membre de la Companyia de la Badia de Hudson, Peter Skene Ogden, que comerciava amb pells en el Barri Weber, va donar aquest nom a la ciutat d'Ogden. A la fi de 1824 l'estatunidenc Jimmy Bridger va esdevenir la primera persona d'origen europeu a albirar el Gran Llac Salat. A causa de la gran salinitat de l'aigua, a Bridger li va semblar que havia trobat l'oceà Pacífic. Posteriorment, tanmateix, es va descobrir que aquesta gran massa d'aigua no passava de ser un llac salat gegantí. Després del descobriment del llac, centenars de comerciants i caçadors van fundar establiments comercials a la regió, i al voltant de la dècada de 1830, milers de persones, que viatjaven de l'est cap a l'oest nord-americà, feien escala a la regió del Gran Llac Salat.

### Arribada dels mormons i intervenció nord-americana a Mèxic
Els primers estatunidencs a instal·lar-se definitivament a la regió de Utah van ser els mormons. Els mormons són membres d'una confessió religiosa denominada Església de Jesucrist dels Sants dels Últims Dies. Aquesta església havia estat fundada el 1830, prop de Fayette (Nova York), per Joseph Smith. Després que fos assassinat el 1844, Brigham Young va esdevenir líder de la majoria dels mormons. A causa de la gran persecució religiosa que patien, els mormons van començar a traslladar-se d'una regió a una altra cercant llibertat i tolerància religiosa. Van passar per Ohio, Illinois i Missouri, però a tot arreu es trobaven amb intolerància religiosa. El 1846, Young va decidir de fer una expedició al centre-oest nord-americà, per cercar-hi una regió aïllada, poc pobladada o deshabitada, on el grup pogués practicar la seva religió sense entrebancs. El 1847, Young i la seva expedició van arribar al Gran Llac Salat i s'hi van instal·lar. Un any després, el 1848, pel Tractat de Guadalupe Hidalgo, els Estats Units es van annexionar Utah, després de la seva victòria sobre Mèxic durant la Intervenció Nord-americana a Mèxic.
Young ràpidament va fundar comunitats per a tots els seus seguidors. Les notícies de l'èxit de l'assentament a la regió van fer que milers de persones -principalment mormones- s'establissin a la regió del Gran Llac Salat i els seus estuaris, especialment al nord de l'actual estat, on molts es van instal·lar en valls i van començar a irrigar aquestes valls, propiciant la pràctica de la pagesia. No obstant això, els primers anys d'assentament van ser difícils (especialment a causa d'una gran plaga de saltamartins). Tanmateix, les gavines del Gran Llac Salat eventualment van exterminar les llagostes. Des de llavors, la gavina és el símbol aviari de Utah, i es va erigir un monument a Salt Lake City en homenatge.

## Població
Segons el cens dels EUA del 2000 a Utah hi viuen 41.600 amerindis nord-americans (2%). Per tribus, les principals són els navahos (16.445), ute (3.598), cherokees (2.610), ètnia sioux (1.108), xoixon (882), paiute (866), apatxes (725) i pueblo (630).

## Parcs naturals
L'estat de Utah té cinc parcs nacionals:
- Parc Nacional Bryce Canyon;
- Parc Nacional Zion;
- Canyonlands National Park;
- Arches National Park;
- Capitol Reef National Park;

També hi ha monuments nacionals, com aquests:
- Monument Nacional de Cedar Breaks;
- Monument Nacional del Pont de l'Arc de Sant Martí;
- Dinosaur National Monument (parcialment);
- Grand Staircase-Escalante National Monument;
- Monument Nacional de la Cova de Timpanogos.